# Хатиџе-султанија (ћерка Мурата II)
Хатиџе-султанија (тур. Hatice Sultan; 1425, Једрене) је била ћерка Мурата II и Умигулсум-хатун.

## Бракови
Султанија Хатиџе је била најстарија ћерка султана Мурата, коју је добио за Умигулсум-хатун. Са шеснаест година је удата за Исмаил-бега (умро 1479), намесника Синопа, где је пар и живео.  Из брака су имали двоје деце, Јахју-бега и Хасан-бега, који је био намесник Болуа и био је ожењен Ајше-султанијом, ћерком свог ујака. 
Сахрањена је поред свог брата шехзаде Аладина. Њени потомци су још увек били живи током владавине султана Абдулмеџида I.